# Carne Matsusaka

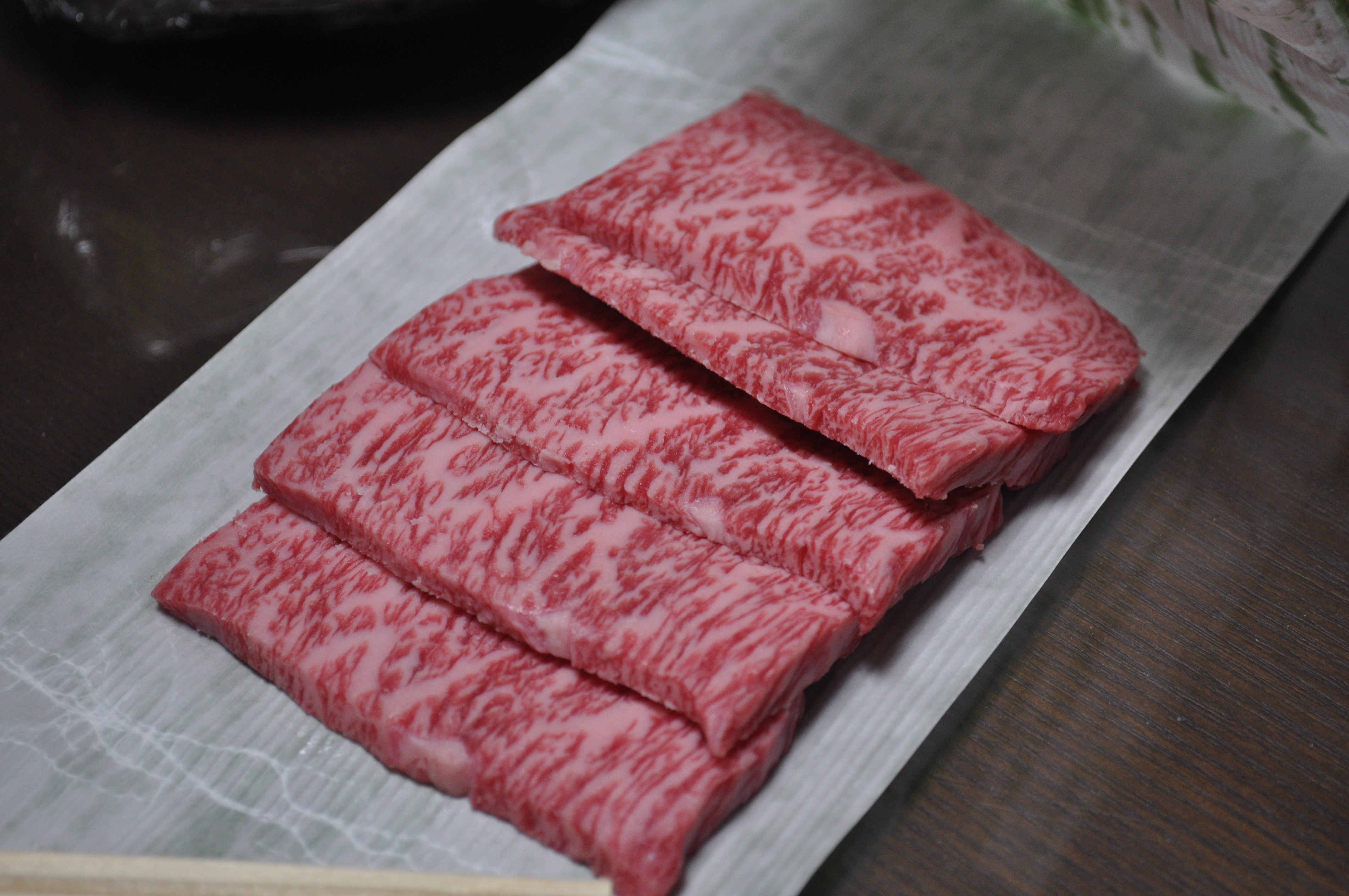
Fatias de carne mostrando o seu intenso marmoreio.

Carne Matusaka (松阪牛 Matsusaka-gyū, também "carne Matsuzaka"), é a carne do gado de pelagem negra da raça wagyu, também conhecido como kuroge washu. O gado vem da região de Matsusaka da prefeitura de Mie, no Japão. É uma das variedades de carne mais famosas dentro do país e internacionalmente, pela alta proporção de gordura em relação à carne. No Japão, a carne Matsusaka é geralmente considerada um dos melhores tipos, junto com Kobe beef e Omi beef. Apenas 2,500 vacas que correspondem aos estritos padrões de qualidade da raça são abatidas a cada ano, tornando a carne cara e difícil de ser encontrada.

## História
Antes do século XIX, carne vermelha não era tipicamente uma parte da dieta padrão do povo japonês, que comiam mais peixes, frutos do mar e frango. Fazendeiros na região de Mie criavam vacas de menor porte, mas mais musculosas, para que essas ajudassem no trabalho agrícola. Quando os ocidentais introduziram no país o costume de comer carne vermelha, os fazendeiros passaram a criar vacas para que estas tivessem características que as tornassem mais favoráveis de serem comidas. Em 1938, a carne de Matsusaka ganhou um prêmio na "Exposição Nacional de Carnes", o que tornou-a famosa, por conta de seu alto nível de marmoreio, sabor intenso e maciez.

## Padrões de qualidade
As vacas amadurecem em torno do terceiro ano de suas vidas. Para que a carne seja vendida sob o nome de Matsusaka, ela precisa corresponder a padrões extremamente estritos. Apenas vacas fêmeas e virgens são consideradas Matsusaka. Para prevenir que carne falsificada seja vendida sob o nome da marca, todas as lojas que vendem o tipo de carne recebem um certificado da "Associação do Gado de Matsusaka".
Todas as cabeças de gado recebem um número de identidade com 10 dígitos. A data de nascimento, local de nascimento, a data do abate, informação de transporte e a linhagem sanguínea de cada vaca abatida podem ser encontrados usando esse número, quando inserido no website da associação (em japonês).

## Uso culinário
Apesar do bife Matsusaka poder ser comido puro, como churrasco, existem maneiras mais tradicionais de se preparar a carne. O prato shabu-shabu é preparado com fatias muito finas do bife, que são rapidamente mergulhados em um caldo de algas e então comidos. Já sukiyaki é um método que envolve marinar filés finos em uma panela com um molho de soja açucarado e temperado com saquê. Depois da carne ter sido cozida, os filés são removidos do pote, mergulhados em um ovo cru batido e comidos. A carne passa a sensação de estar "derretendo" na boca, por conta dos ácidos graxos insaturados presentes no bife.